# Niederaula

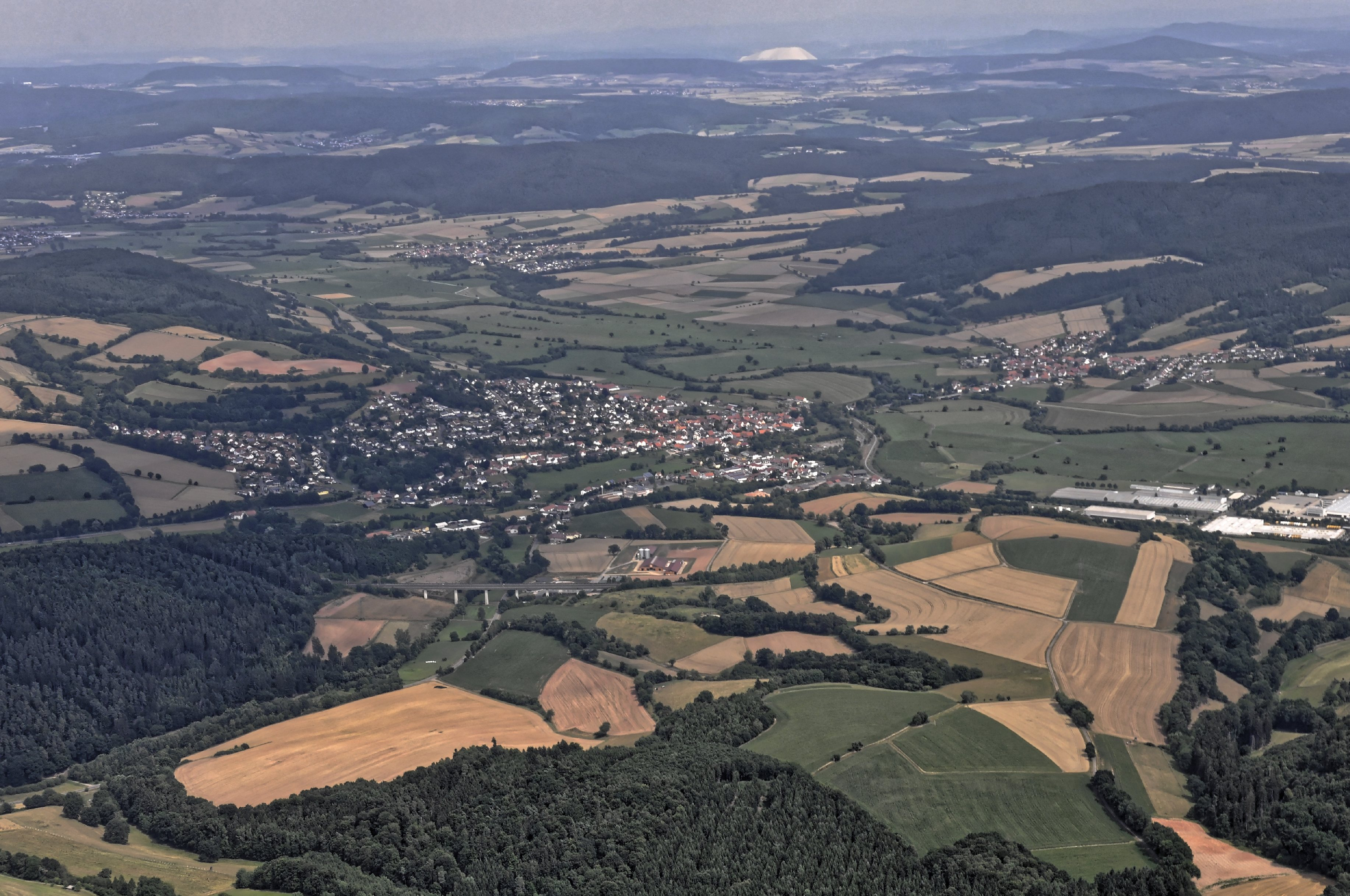
Niederaula aus der Luft gesehen

Niederaula ist eine Marktgemeinde im osthessischen Landkreis Hersfeld-Rotenburg.

## Geographie

### Geographische Lage
Die Marktgemeinde liegt an der Fulda, zwischen den Ausläufern der Rhön und des Knüllgebirges. Innerhalb der Gemeindegemarkung fließen die Flüsse Aula, Jossa und Hattenbach in die Fulda.
Die nächsten größeren Städte sind Bad Hersfeld 10 km nordöstlich, Alsfeld 24 km westlich und Fulda 29 km südlich gelegen.

### Nachbargemeinden
Niederaula grenzt im Norden an die Gemeinde Kirchheim und die Stadt Bad Hersfeld, im Osten an die Gemeinde Hauneck, im Süden an die Gemeinde Haunetal (alle im Landkreis Hersfeld-Rotenburg) und die Stadt Schlitz (im Vogelsbergkreis) sowie im Westen an die Gemeinde Breitenbach am Herzberg (im Landkreis Hersfeld-Rotenburg).

### Gemeindegliederung
Die Marktgemeinde besteht aus den acht Ortsteilen Niederaula, Mengshausen, Solms, Niederjossa, Hattenbach, Kleba, Kerspenhausen und Hilperhausen.

## Geschichte

### Karolingische Schenkung
Niederaula wurde im Jahr 779 in einer Schenkungsurkunde von Karl dem Großen an das Kloster Hersfeld erwähnt.
Eine Abschrift der Urkunde ist im Kopialbuch des Klosters Hersfeld aus dem 12. Jahrhundert überliefert:
„Zu Aula (Owelaha): Karl, König der Franken und Langobarden, schenkt dem Kloster der Apostel Simon und Thaddäus an der Fulda im Hessengau unter dem Bischof Lullus einen „Herrenmansus“ (Herrengut) mit Zubehör an einem Ort namens Aula (Oulaho) an der Mündung der Aula in die Fulda, den früher Huwart, der Sohn des Gerhard, innehatte.“

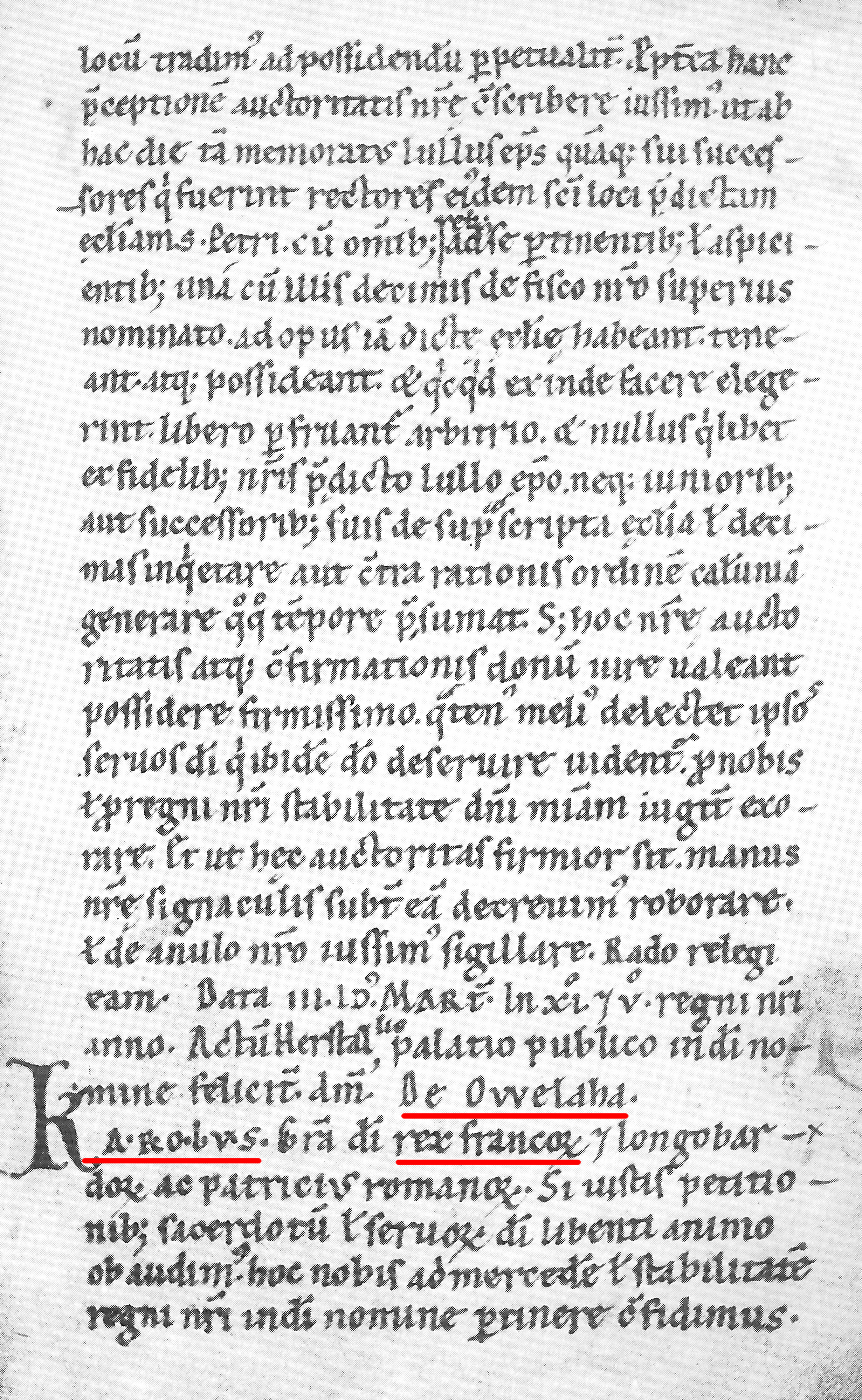
Urkunde von 779, Teil 1
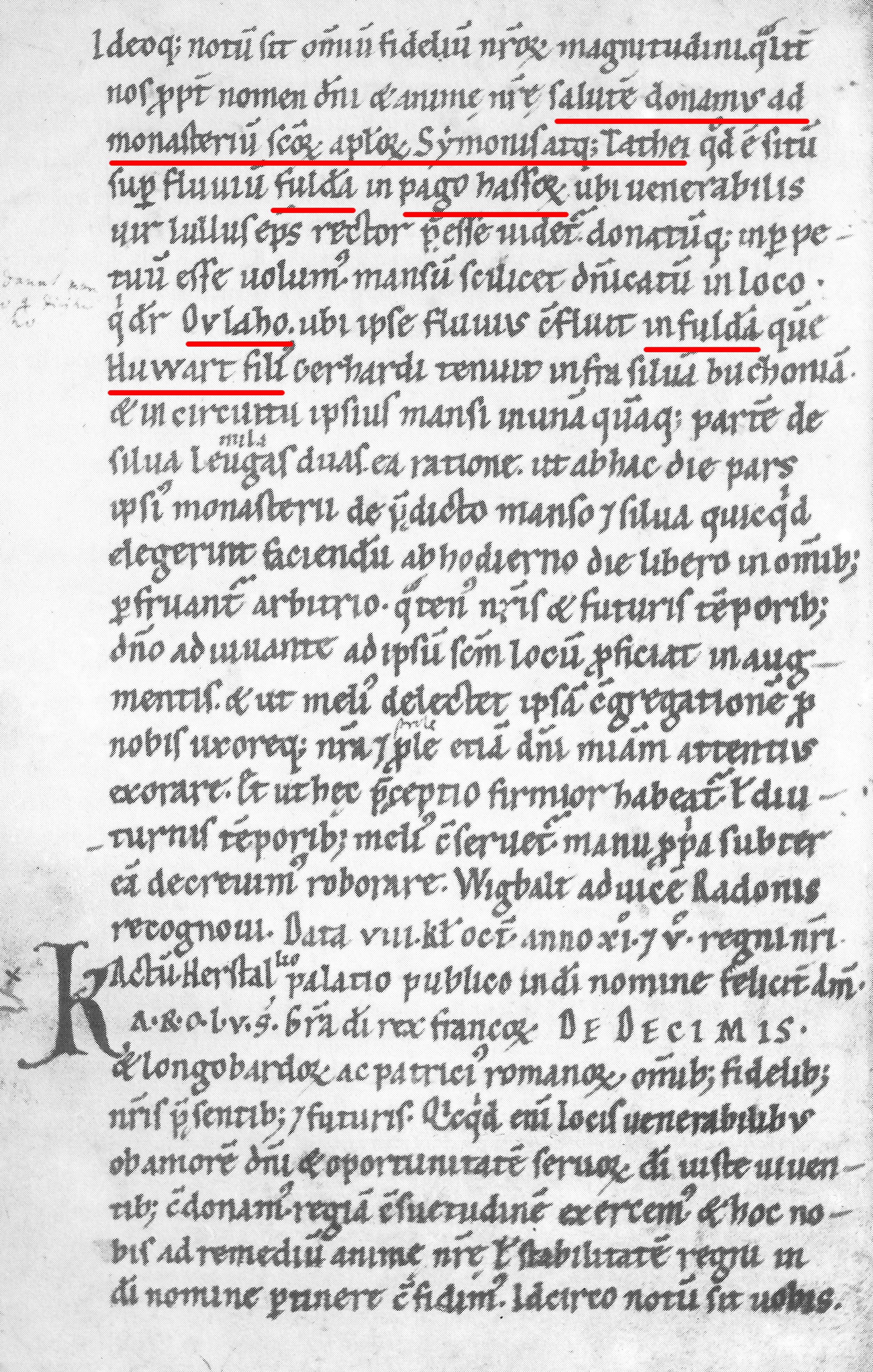
Urkunde von 779, Teil 2
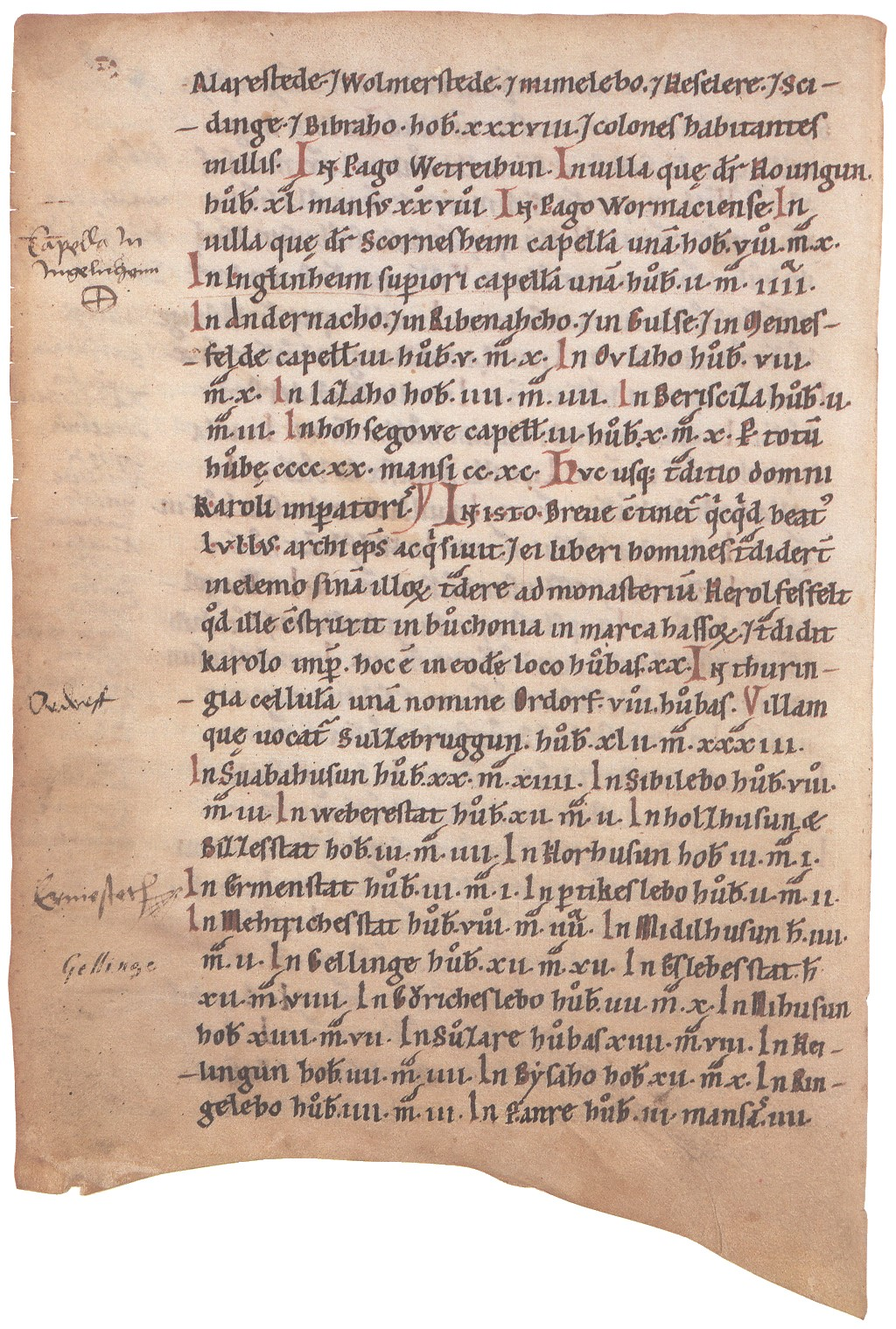
Breviarium Sancti Lulli

Altbesitz des Klosters Hersfeld in Aula (Oulaho) von 8 Huben und 10 Mansen ist im Breviarium Sancti Lulli verzeichnet, das im gleichen Kopialbuch überliefert ist. Als erster Adliger trat Ortho de Ovilaha auf, der Name wandelte sich in den folgenden Generationen in Ovla, Owla und schließlich Aula. Das Geschlecht derer von Aula starb aus, ab 1480 war der Freihof zu Niederaula im Besitz der Familie Weiffenbach.
Als Folge der Vitalisnacht 1378 ging Niederaula in den Besitz des hessischen Landgrafen über, aber 1434 übertrug Ludwig I. von Hessen (1402–1458) Niederaula wieder dem Abt von Hersfeld.

### Amt Niederaula nach 1700
Nachdem 1686 der hessische Landgraf Karl die Dörfer Holzheim und Stärklos von den Herren von Romrod gekauft hatte, wurden 1787 die Ämter Niederaula und Holzheim vereinigt und der Amtssitz wurde nach Holzheim verlegt.
Während der napoleonischen Zeit waren das Kurfürstentum Hessen und damit auch das Fürstentum Hersfeld von 1807 bis 1813 Teile des Königreichs Westphalen.
Durch die Einführung der Kreisverfassung im restaurierten Kurfürstentum Hessen im Jahre 1821 verlor Niederaula verschiedene Zuständigkeiten, so auch die eigenständige Gerichtsbarkeit. Bereits 1831 wurde aber ein „Justizamt Niederaula“ gebildet, 1878 umbenannt in „Amtsgericht Niederaula“. Bis 1968 blieb es als Außenstelle des Amtsgerichts Hersfeld bestehen.

### Eingemeindungen
Am 31. Dezember 1970 wurde im Zuge der Gebietsreform in Hessen die bis dahin selbständige Gemeinde Mengshausen auf freiwilliger Basis eingemeindet. Am 31. Dezember 1971 kamen Hattenbach, Kleba, Niederjossa, und Solms hinzu. Am 1. August 1972 folgte Kerspenhausen mit Roßbach und dem dort am 31. Dezember 1970 eingegliederten Hilperhausen.
Für alle ehemals eigenständigen Gemeinden der Marktgemeinde Niederaula wurde je ein Ortsbezirk mit Ortsbeirat und Ortsvorsteher nach der Hessischen Gemeindeordnung gebildet.

### Rückzahlung für die Straßenausbaubeiträge (2020)
Ende Mai 2020 beschloss die Mehrheit aus Bürgerliste Niederaula (BLN), CDU und Bündnis 90/Die Grünen in einer namentlichen Abstimmung die Rückzahlung, der in der Vergangenheit erhobenen Straßenausbaubeiträge. Die oppositionellen Abgeordneten der SPD-Fraktion stimmten dagegen. Der Bürgermeister Rohrbach beanstandete diesen Antrag, weil er aus dessen Sicht gegen geltendes Recht verstoße. Sollte das Verwaltungsgericht in Kassel diese Rückzahlungen als rechtmäßig einordnen, würden rückwirkend ungefähr 3,1 Millionen Euro an 600 Bürger zurückgezahlt werden. Zwar bleibt ein Urteil des zuständigen Gerichtes abzuwarten, jedoch sind ähnliche Klagen aus anderen hessischen Städten und Gemeinden bereits gescheitert.

## Politik

### Gemeindevertretung
Die Kommunalwahl am 14. März 2021 lieferte folgendes Ergebnis:
| Gemeindevertretung – Kommunalwahlen 2021 | Gemeindevertretung – Kommunalwahlen 2021                                         |
| --- | -------------------------------------------------------------------------------- |
| Stimmenanteil in %Wahlbeteiligung 59,3 % 50403020100 37,9 (−5,8)27,3 (−9,7)20,1 (n. k.)9,4 (−6,0)5,2 (+1,3) SPDBLNbWGNcCDUGrüne20162021Anmerkungen:b Bürgerliste Niederaulac Wählergemeinschaft Gemeinde Niederaula | SitzverteilungInsgesamt 31 Sitze - SPD: 12 - Grüne: 2 - BLN: 8 - WGN: 6 - CDU: 3 |

Ergebnisse der Kommunalwahlen vergangener Jahre
| Parteien und Wählergemeinschaften | Parteien und Wählergemeinschaften           | % 2021 | Sitze 2021 | % 2016 | Sitze 2016 | % 2011 | Sitze 2011 | % 2006 | Sitze 2006 | % 2001 | Sitze 2001 |
| --------------------------------- | ------------------------------------------- | ------ | ---------- | ------ | ---------- | ------ | ---------- | ------ | ---------- | ------ | ---------- |
| SPD                               | Sozialdemokratische Partei Deutschlands     | 37,9   | 12         | 43,7   | 14         | 58,3   | 18         | 63,1   | 20         | 66,1   | 20         |
| BLN                               | Bürgerliste Niederaula                      | 27,3   | 8          | 37,0   | 11         | —      | —          | —      | —          | —      | —          |
| WGN                               | Wählergemeinschaft Gemeinde Niederaula      | 20,1   | 6          | —      | —          | —      | —          | —      | —          | —      | —          |
| CDU                               | Christlich Demokratische Union Deutschlands | 9,4    | 3          | 15,4   | 5          | 35,1   | 11         | 33,5   | 10         | 31,5   | 10         |
| Grüne                             | Bündnis 90/Die Grünen                       | 5,2    | 2          | 3,9    | 1          | 6,6    | 2          | 3,4    | 1          | 2,4    | 1          |
| Gesamt                            | Gesamt                                      | 100 %  | 31         | 100 %  | 31         | 100 %  | 31         | 100 %  | 31         | 100 %  | 31         |
| Wahlbeteiligung                   | Wahlbeteiligung                             | 59,3 % | 59,3 %     | 58,5 % | 58,5 %     | 52,2 % | 52,2 %     | 55,6 % | 55,6 %     | 64,8 % | 64,8 %     |

### Politische Parteien in der Marktgemeinde Niederaula

#### Sozialdemokratische Partei Niederaula
Die sozialdemokratische Partei Deutschlands blickt in Niederaula auf eine lange Geschichte zurück. 2019 feierte der Niederaulaer Ortsverein 100-jähriges Bestehen.  Die Ortsvereine Niederaula, Niederjossa und Hattenbach wurden 2017 zum neuen Ortsverein Niederaula zusammengelegt. Für die letzten Bürgermeisterwahlen, die am 1. November 2020 durchgeführt wurden, unterstützte der SPD-Ortsverein und die SPD-Fraktion in der Gemeindevertretung den Amtsinhaber Thomas Rohrbach für eine Wiederwahl.

#### Wählergemeinschaft Gemeinde Niederaula
Die WGN ist die jüngste Partei bzw. Wählergemeinschaft in Niederaula. Sie wurde im Dezember 2020 im Ortsteil Niederjossa gegründet und trat das erste Mal zu den Kommunalwahlen 2021 an.

#### Bündnis 90/Die Grünen in Niederaula
Die Partei Bündnis 90/Die Grünen feierte am 27. Februar 2016 ihr 30-jähriges Bestehen in Niederaula.

#### Bürgerliste Niederaula
Die Bürgerliste Niederaula (BLN) trat das erste Mal im Jahr 2016 zur Kommunalwahl an. Für die Bürgermeisterwahl am 9. November 2021 schickte die BLN ihren Vorsitzenden Gerhard Eckstein ins Rennen.

### Bürgermeister
Nach der hessischen Kommunalverfassung wird der Bürgermeister für eine sechsjährige Amtszeit gewählt, seit dem Jahr 1993 in einer Direktwahl, und ist Vorsitzender des Gemeindevorstands, dem in der Marktgemeinde Niederaula neben dem Bürgermeister ehrenamtlich ein Erster Beigeordneter und sieben weitere Beigeordnete angehören. Bürgermeister ist seit dem 1. Februar 2009 Thomas Rohrbach. Er wurde als Nachfolger von Helmut Opfer (SPD), der nach drei Amtszeiten nicht wieder kandidiert hatte, am 7. September 2008 im ersten Wahlgang bei 73,7 Prozent Wahlbeteiligung mit 54,3 Prozent der Stimmen gewählt. Es folgten zwei Wiederwahlen, zuletzt im November 2020.
Amtszeiten der Bürgermeister
- 2009–2027 Thomas Rohrbach[28]
- 1991–2009 Helmut Opfer (SPD)[29]

### Ortsbezirke
Für die Ortsteile Niederaula, Mengshausen, Solms, Niederjossa, Hattenbach, Kleba, Kerspenhausen und Hilperhausen besteht je ein Ortsbezirk. Er umfassen jeweils das Gebiet der ehemalige Gemeinde. Für alle Ortsbezirke besteht der Ortsbeirat aus fünf Mitgliedern. Der Ortsbeirat wird im Rahmen der Kommunalwahlen gewählt und bestimmt aus seiner Mitte den/die Ortsvorsteher/in.

### Wappen
Das Wappen zeigt in rot, rechts eine silberne und goldenbewehrte linksgewendete Eule, deren Kopf sich dem Betrachter zuwendet. Im linken Obereck ein silberner achtstrahliger Stern und im unteren Bereich waagrecht ein silberner vierfach gewellter, schwarz gestreifter Wellenbalken. Das Wappen wurde der Gemeinde am 28. Februar 1978 verliehen.
Bedeutung: Die Eule leitet sich aus dem Flussnamen Aula ab, der Eulenbach bedeutet. Die vier Wellen stehen für die vier Flüsse, die durch Niederaula fließen und der achtstrahlige Stern steht für die acht Ortsteile der Gemeinde. Der Stern wurde gewählt, weil die Grafen von Ziegenhain, die ein Stern in ihrem Wappen führten, hier über Jahrhunderte viel Einfluss hatten.

## Religion

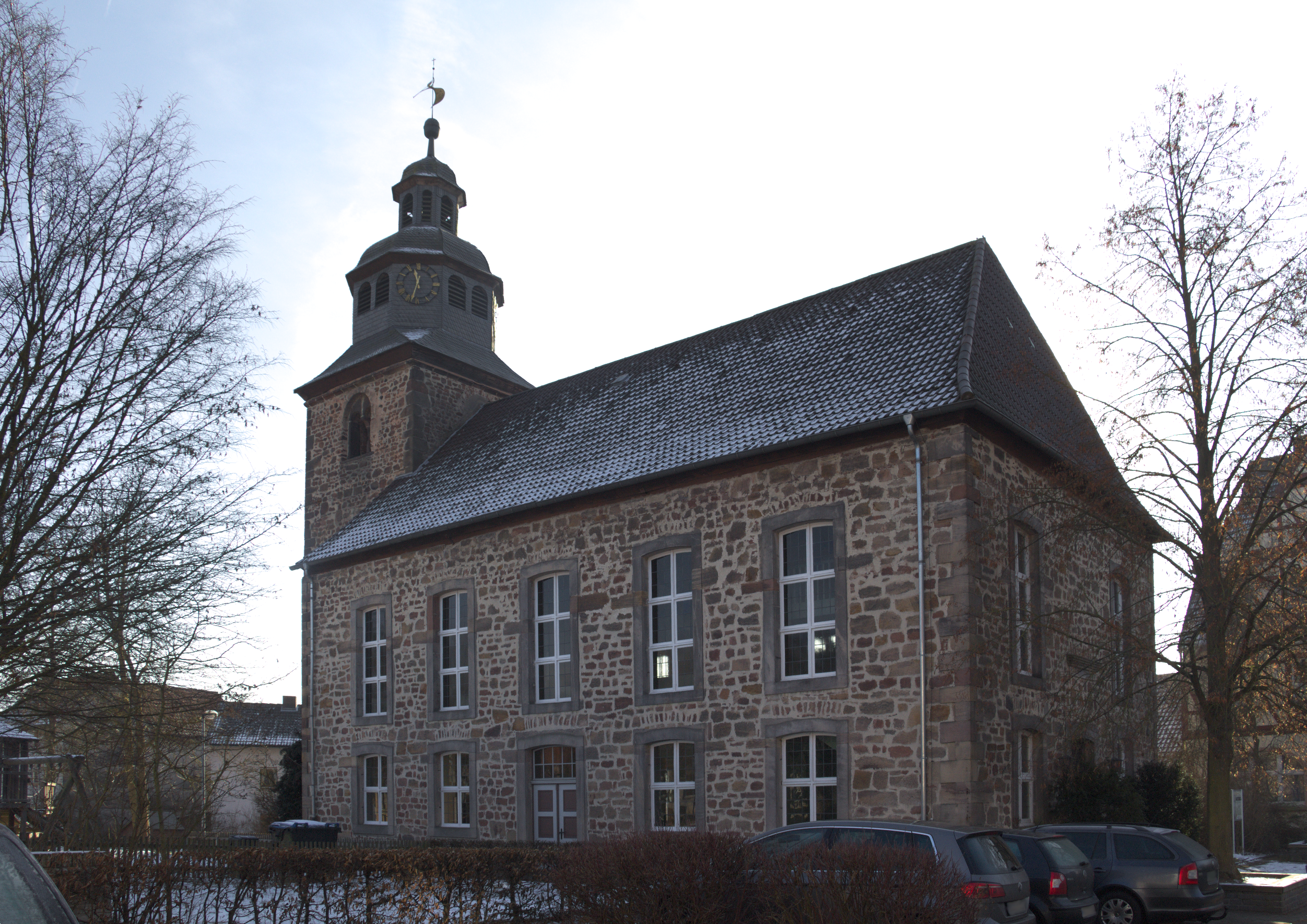
Die Evangelische Kirche

### Evangelische Kirchengemeinde in Niederaula
In Niederaula ist der Sitz der Evangelischen Kirchengemeinde Niederaula und Kerspenhausen. Die Kirche hat einen mittelalterlichen Turm, während das Kirchenschiff
1775 erbaut wurde.

### Römisch-katholische Kirche in Niederaula
Die Marktgemeinde Niederaula ist Teil der katholischen Pfarrei St. Lullus Bad - Hersfeld/Niederaula-Kircheim. In Niederaula befindet sich die katholische Kirche "Herz Jesu" am Hungerberg 7.

## Kultur und Sehenswürdigkeiten
Für die unter Denkmalschutz stehenden Kulturdenkmale der Gemeinde siehe die Liste der Kulturdenkmäler in Niederaula.

### Bauwerke
- Heussner-Turm, ein Aussichtsturm auf der Mengshäuser Kuppe
- Burgstall Wallenfels
- Kirche Niederaula, sie hatte mindestens zwei Vorgängerbauten. Das heutige Haus wurde 1775 erbaut und an den älteren Kirchturm angelehnt, bei dem romanische Spuren darauf hindeuten, dass der frühere Turm in diesem Stil erbaut wurde: Zudem finden sich an der heutigen Kirche Überreste eines vorangegangenen Gebäudes im Stil der Gotik. So befindet sich am östlichen Turm im unteren Stockwerk ein gotisches Fenster und Ansätze eines Spitzbogengewölbes. Auf der zweiten Etage befinden sich an jede der vier Seiten ein Schießloch, während im obersten Stockwerk an den Wänden jeweils eine Rundbogenblende mit Doppelfenstern eingelassen wurde.[33] Abgeschlossen wurde der Turm einst mit einem hölzernen Helm, der im Zuge von Renovierungsarbeiten ausgebessert und ersetzt worden ist.

### Sport
Der Skatverein Aulataler Asse errang im Jahr 2007 in Duisburg in einer Spielgemeinschaft mit dem Verein Alter Markt aus Borken den deutschen Pokalsieg des Verbandes der International Skat Players Association.

## Wirtschaft und Infrastruktur

### Wirtschaftsstruktur
Niederaula hat sich aufgrund seiner geografischen Lage und seiner günstigen Verkehrsanbindung zu einem logistischen Zentrum in Deutschland entwickelt, da es nach der innerdeutschen Grenzöffnung recht zentral in Deutschland liegt. Mehrere Dienstleistungsunternehmen für Logistik haben in Niederaula einen zentralen Standort für den Umschlag ihrer Transporte errichtet.

### Verkehr

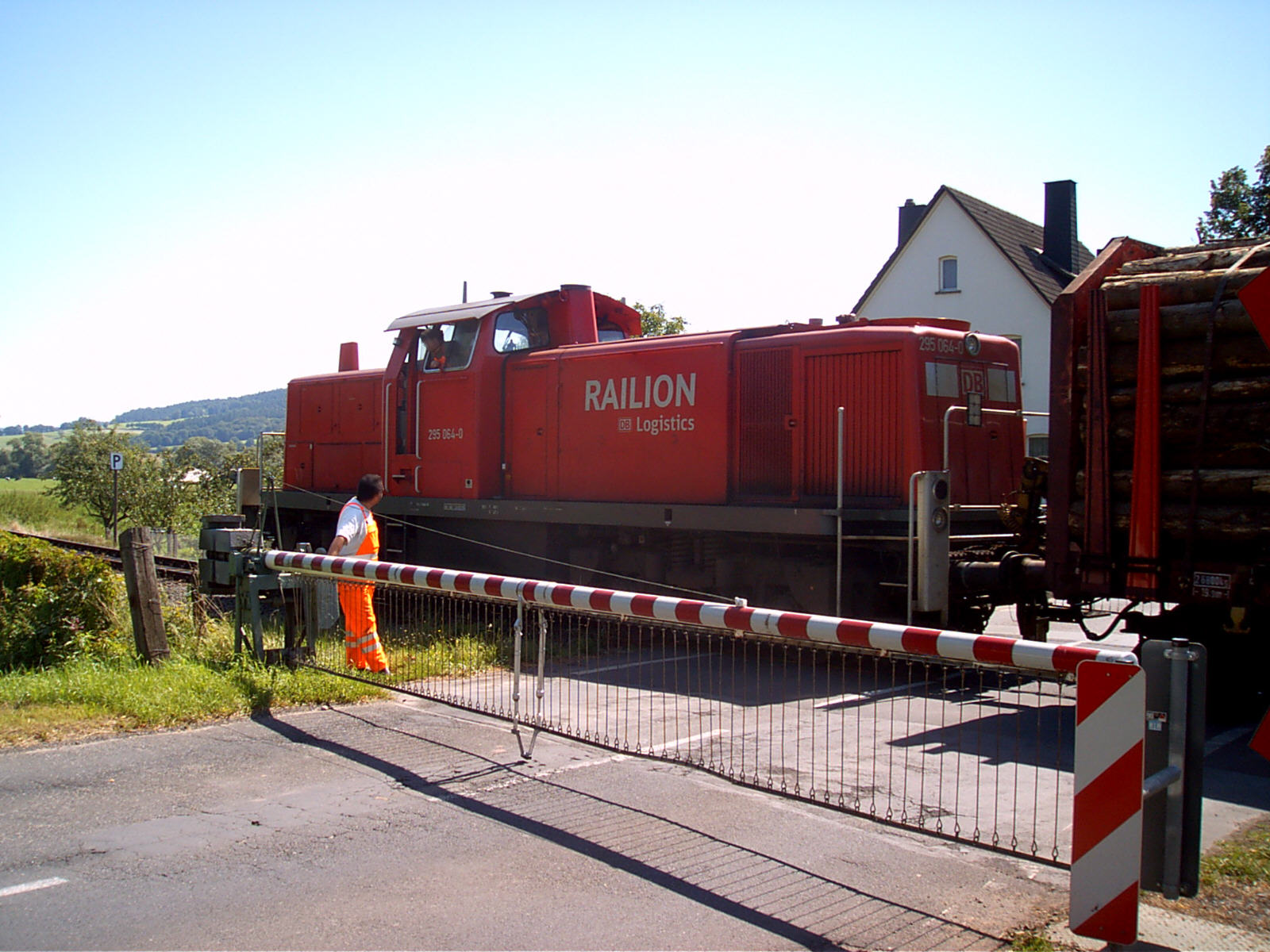
Güterzug auf dem manuellen Bahnübergang in Niederaula

Niederaula liegt direkt an den Autobahnknotenpunkten Kirchheimer und Hattenbacher Dreieck. Somit liegen die Autobahnen A 4, A 5 und A 7 in unmittelbarer Nähe. Auf dem Gemeindegebiet befindet sich zwischen dem Kernort Niederaula und dem Ortsteil Niederjossa die Anschlussstelle Niederaula der A 7, die Anschlussstelle Kirchheim (ebenfalls A 7) und das Kirchheimer Dreieck liegen etwa vier Kilometer nordwestlich des Kernortes auf dem Gebiet der Nachbargemeinde Kirchheim. Außerdem verläuft die Bundesstraße 62 durch die Gemeinde, von der die Bundesstraße 454 abzweigt. Die Bundesstraßen haben wegen der parallelen Autobahnen hier keine überregionale Bedeutung mehr, sind jedoch als Umleitungsstrecken ausgewiesen.
Die Schnellfahrstrecke Hannover–Würzburg verläuft westlich der Gemeinde, unter anderem auf der Aula-Talbrücke und im Hattenbergtunnel, ohne Halt. Auch die ehemals fünf in der Gemeinde gelegenen Haltepunkte der Bahnstrecken Bad Hersfeld–Treysa und Niederaula–Alsfeld werden nicht mehr von Personenzügen bedient. Güterzüge halten in Niederaula nur aus betrieblichen Gründen, wegen eines manuellen Bahnübergangs. Den nächsten Bahnanschluss bietet somit die etwa zwölf Kilometer entfernte Kreisstadt Bad Hersfeld.
Nach Bad Hersfeld verkehren die Buslinien 380, 390 sowie das Anrufsammeltaxi 389 des Nordhessischen Verkehrsverbundes.
Durch das Gemeindegebiet führen Radwanderwege:
- Der Hessische Radfernweg R1 (Fulda-Radweg) führt über 250 km von den Höhen der Rhön entlang der Fulda bis Bad Karlshafen an der Weser.
- Der Hessische Radfernweg R7 verbindet Werra und Taunus über den Vogelsberg.
- Die D-Route 9 (Weser-Romantische Straße) führt von der Nordsee über Bremen, Kassel, Fulda und das Taubertal nach Füssen im Allgäu (1.197 km).

Etwa drei Kilometer westlich des Zentrums liegt das Segelfluggelände Langenberg.

### Ansässige Unternehmen
Durch die zentrale Lage der Gemeinde an den Autobahnen 4, 5 und 7 haben sich hier viele Unternehmen aus der Logistik angesiedelt. Die größten Unternehmen aus dieser Branche sind ein internationales Postverteilerzentrum der Deutschen Post, ein Umschlagplatz der TNT Innight GmbH & Co. KG, ein Verteilerzentrum von UPS, ein Sortierzentrum von GO! Express & Logistics, der Umschlagplatz der System Alliance, ein Logistikzentrum der Rhenus Group und ein Lager der Stappert Spezial-Stahl Handel GmbH.
Weitere kleinere Unternehmen aus unterschiedlichen Branchen sind der Hersteller von Kunststoffbehältern Gies GmbH & Co. Kunststoffwerk KG und der Hersteller von Isolierkannen Rotpunkt Dr. Anso Zimmermann GmbH.

## Persönlichkeiten
Diese Übersicht (nach Geburtsdatum sortiert) enthält sowohl bedeutende in Niederaula geborene Persönlichkeiten als auch Personen die in Niederaula wirkten, jedoch nicht hier geboren sind. Die Liste erhebt keinen Anspruch auf Vollständigkeit.
- Kraft Weiffenbach (* 1526 in Niederaula; † 13. September 1595 in Rotenburg an der Fulda), von 1588 bis 1592 Abt der Reichsabtei Hersfeld.
- Wolrad Burchardi (* 22. August 1734 in Niederaula; † 25. Juli 1793 in Herborn), Rechtswissenschaftler und Hochschullehrer.
- Heinrich Nuhn (* 14. Juni 1813 in Niederaula; † 24. Mai 1884 ebenda), Bürgermeister und Mitglied der Zweiten Kammer der kurhessischen Ständeversammlung
- Johann Jakob Wiederhold (* 14. Juni 1817 in Niederaula; † 7. April 1890 in Düsseldorf), Schneidermeister und Lackfabrikant, gründete in Düsseldorf die später in Hilden ansässigen Hermann Wiederhold Lackfabriken.
- Conrad Wahn (* 12. Oktober 1851 in Niederaula; † 14. Dezember 1927 in Kornelimünster), Architekt, seit 1877 Stadtbaumeister von Metz.
- Kaspar Stang (* 5. Oktober 1871 in Niederaula; † 11. Juni 1937 in Arnstadt), deutscher Kürschnermeister und Politiker (USPD, SPD)
- Karl Patry (* 11. Oktober 1898 in Hattenbach; † 16. September 1958), Gutsbesitzer, Agrarfunktionär, NSDAP-Politiker, SS-Brigadeführer und Kriegsverwaltungsbeamter.
- Heinrich Nuhn (* 11. Februar 1938 in Niederaula), Historiker und Pädagoge, Mitglied der Kommission für die Geschichte der Juden in Hessen.
- Christoph Heubner (* 6. Mai 1949 in Niederaula), Schriftsteller und Exekutiv-Vizepräsident des Internationalen Auschwitz Komitees.
- Reinhard Dittel (* 10. Juni 1956 in Solms; † 17. Juli 2024 in Bad Hersfeld), Physiotherapeut, Sachbuchautor und Verleger.
- Manuela Schmermund (* 30. Dezember 1971 in Mengshausen), Sportschützin. Die Behindertensportlerin errang bei den Paralympischen Spielen in London 2012 die Silbermedaille und wiederholte damit ihren Erfolg von Peking 2008. Vier Jahre zuvor in Athen gewann die nach einem Verkehrsunfall querschnittgelähmte Sportlerin die Goldmedaille im Luftgewehr, im Kleinkaliber die Bronzemedaille. Zudem wurde sie im Jahr 2005 Europameisterin und ist mehrfache Deutsche Meisterin. Schmermund ist in der Oberliga aktiv und betreut den Nachwuchs ihres Heimatvereins Schützengilde Mengshausen.

## Belege
1. ↑  Hessisches Statistisches Landesamt: Bevölkerung in Hessen am 31.12.2024 (Einwohnerzahlen auf Grundlage des Zensus 2022) (Hilfe dazu).
2. ↑  Engelbert Mühlbacher unter Mitwirkung von Alfons Dopsch, Johann Lechner und Michael Tangl (Hrsg.): Diplomata 4: Die Urkunden Pippins, Karlmanns und Karls des Großen (Pippini, Carlomanni, Caroli Magni Diplomata). Hannover 1906, S. 175–176 (Monumenta Germaniae Historica, Digitalisat)
3. ↑   Kopialbuch des Klosters Hersfeld aus der Mitte des 12. Jahrhunderts im Staatsarchiv Marburg, Text im Bild rot unterstrichen
4. ↑   Kopialbuch des Klosters Hersfeld aus der Mitte des 12. Jahrhunderts im Staatsarchiv Marburg, fol. 34v, Zeile 9–10
5. ↑   Kirchenbuch des Kirchspiels Niederaula von 1698
6. ↑  Eingliederung der Gemeinde Mengshausen in die Gemeinde Niederaula im Landkreis Hersfeld vom 5. Januar 1971. In: Der Hessische Minister des Innern (Hrsg.): Staatsanzeiger für das Land Hessen. 1971 Nr. 3, S. 110, 113 (Online beim Informationssystem des Hessischen Landtags [PDF; 5,5 MB]).
7. ↑  Gemeindegebietsreform in Hessen: Zusammenschlüsse und Eingliederungen in Hessen vom 14. Dezember 1971. In: Der Hessische Minister des Inneren (Hrsg.): Staatsanzeiger für das Land Hessen. 1972 Nr. 01, S. 5, Punkt 8; Abs. 24. (Online beim Informationssystem des Hessischen Landtags [PDF; 4,9 MB]).
8. ↑  Statistisches Bundesamt (Hrsg.): Historisches Gemeindeverzeichnis für die Bundesrepublik Deutschland. Namens-, Grenz- und Schlüsselnummernänderungen bei Gemeinden, Kreisen und Regierungsbezirken vom 27.5.1970 bis 31.12.1982. W. Kohlhammer, Stuttgart / Mainz 1983, ISBN 3-17-003263-1, S. 396 (Statistische Bibliothek des Bundes und der Länder [PDF; 41,1 MB]).
9. ↑  Gesetz zur Neugliederung der Landkreise Hersfeld und Rotenburg (GVBl. II 330-13) vom 11. Juli 1972. In: Der Hessische Minister des Innern (Hrsg.): Gesetz- und Verordnungsblatt für das Land Hessen. 1972 Nr. 17, S. 217, § 12 (Online beim Informationssystem des Hessischen Landtags [PDF; 1,2 MB]).
10. ↑  Statistisches Bundesamt (Hrsg.): Historisches Gemeindeverzeichnis für die Bundesrepublik Deutschland. Namens-, Grenz- und Schlüsselnummernänderungen bei Gemeinden, Kreisen und Regierungsbezirken vom 27.5.1970 bis 31.12.1982. W. Kohlhammer, Stuttgart / Mainz 1983, ISBN 3-17-003263-1, S. 396–397 (Statistische Bibliothek des Bundes und der Länder [PDF; 41,1 MB]).
11. 1 2  Hauptsatzung. (PDF; 97 kB) § 6. In: Webauftritt. Matktgemeinde Niederaula, abgerufen im Februar 2023.
12. ↑  Straßenausbaubeiträge in Niederaula: Jetzt geht es vor Gericht. Abgerufen am 22. Mai 2022.
13. ↑  KOMTRIGON GmbH & Co KG: Haus & Grund Hessen | Straßenausbaubeitrag. Abgerufen am 22. Mai 2022 (deutsch).
14. ↑  VRM Mittelhessen GmbH & Co KG: Straßenbeiträge: Gericht verbietet Limburg die Rückzahlung. 8. Oktober 2020, abgerufen am 22. Mai 2022.
15. ↑  Ergebnis der Gemeindewahl am 14. März 2021. Hessisches Statistisches Landesamt, abgerufen im April 2021.
16. ↑  Ergebnis der Gemeindewahl am 6. März 2016. Hessisches Statistisches Landesamt, archiviert vom Original (nicht mehr online verfügbar); abgerufen im April 2016.
17. ↑  Ergebnis der Gemeindewahl am 27. März 2011. Hessisches Statistisches Landesamt, archiviert vom Original (nicht mehr online verfügbar); abgerufen im April 2011.
18. ↑  Ergebnis der Gemeindewahl am 26. März 2006. In: Webauftritt. Hessisches Statistisches Landesamt, archiviert vom Original (nicht mehr online verfügbar); abgerufen im April 2006.
19. ↑  Hersfelder Zeitung vom 16. April 2016: Machtwechsel in Niederaula
20. ↑  Bernd Löwenberger: SPD Niederaula feierte 100-jähriges Bestehen. HNA, 25. Juni 2019, abgerufen am 16. November 2021.
21. ↑  Aus drei mach eins: SPD Niederaula, Niederjossa, Hattenbach zusammengelegt. In: Osthessen News. Osthessen News, 25. April 2017, abgerufen am 6. Dezember 2021.
22. ↑  SPD unterstützt Bürgermeister Thomas Rohrbach bei erneuerter Kandidatur. In: Osthessen News. Osthessen News, 9. Oktober 2020, abgerufen am 7. Dezember 2021.
23. ↑  Wählergemeinschaft Gemeinde Niederaula plant für die Kommunalwahl. Osthessen News, 11. Dezember 2020, abgerufen am 16. November 2021.
24. ↑  Ortsverband Niederaula. Ortsverband Niederaula Bündnis 90/Die Grünen, 5. September 2018, abgerufen am 16. November 2021.
25. ↑  Bürgerliste hat 31 Kandidaten. Hersfelder Zeitung, 11. Februar 2016, abgerufen am 7. Dezember 2021.
26. ↑  Gerhard Eckstein (BLN) will Bürgermeister von Niederaula werden. In: Osthessen News. 13. August 2020, abgerufen am 7. Dezember 2021.
27. ↑  Gremien: Gemeindevorstand
28. 1 2  Niederaulaer Wochenblatt, Ausgabe 5/2021: Bürgermeister Rohrbach für weitere sechs Jahre vereidigt: „Im Rahmen der letzten Sitzung der Gemeindevertretung am 29.01.2021 wurde Bürgermeister Thomas Rohrbach für eine weitere Amtsperiode vom 01.02.2021 bis zum 31.01.2027 ins Amt eingeführt bzw. vereidigt.“
29. 1 2  osthessen.news, 31. Januar 2009: "DANKE Helmut" - Großes Lob für Bürgermeister OPFER von 300 Gästen: „Nach 18 Dienstjahren geht Opfer heute in den Ruhestand.“
30. ↑  Votemanager: Bürgermeisterwahl Marktgemeinde Niederaula 2020 - hessenschau: Bürgermeisterwahl am 1. November 2020 in Niederaula
31. ↑  Hessisches Statistisches Landesamt: Direktwahlen in Niederaula (Memento vom 17. April 2016 im Internet Archive); Hinweis: für die Ansicht der archivierten Einzelergebnisse ggf. die Endung index.html aus der Webadresse löschen und diese dann neu laden
32. ↑  katholische-kirche-hersfeld-rotenburg. In: Webauftritt des Pastoralverbundes St. Lullus Bad Herseld-Rotenburg. Pastoralverbund St. Lullus Bad Hersfeld-Rotenburg, abgerufen am 12. November 2021.
33. ↑  Heinrich von Dehn-Rotfelser u. Wilhelm Lotz: Die Baudenkmäler im Regierungsbezirk Cassel. Döll und Schäffer, Kassel 1870, S. 192 f.
34. ↑  Richtfest für neuen Standort Niederaula, auf rhenus.group